# Лепушна (Молдова)
Лепушна (рум. Lăpușna) — село у Гинчештському районі Молдови. Адміністративний центр однойменної комуни, до складу якої також входять села Анінь та Руска.

## Населення
За даними перепису населення 2004 року у селі проживали 5640 осіб.
Національний склад населення села:
| Національність       | Кількість осіб | Відсоток   |
| -------------------- | -------------- | ---------- |
| молдавани румуни     | 5558 29        | 98,5% 0,5% |
| росіяни              | 20             | 0,4%       |
| українці             | 15             | 0,3%       |
| болгари              | 5              | 0,1%       |
| цигани               | 3              | 0,1%       |
| гагаузи              | 1              | < 0,1%     |
| інша / без відповіді | 9              | 0,2%       |
| Всього               | 5640           | 100%       |